# Masaryk-universiteit
De Masaryk-universiteit (Tsjechisch: Masarykova univerzita) is een Tsjechische universiteit in de Moravische stad Brno. De universiteit bestaat sinds 1919 en is vernoemd naar Tomáš G. Masaryk, de eerste president van Tsjecho-Slowakije, die zich had ingezet voor de oprichting van de instelling. De Masaryk-Universiteit kan een claim leggen op de titel van Oudste universiteit in Moravië, de andere universiteit die deze titel kan claimen, de Palacký-Universiteit, is pas heropgericht in 1946.
Tussen 1960 en 1990 droeg de universiteit de naam van de 19de-eeuwse anatoom Jan Evangelista Purkyně.

## Faculteiten
- Faculteit voor rechten
- Geneeskundige faculteit
- Natuurwetenschappelijke faculteit
- Filosofische faculteit
- Pedagogische faculteit
- Faculteit voor economie en administratie
- Faculteit voor informatica
- Faculteit voor sociale studies
- Faculteit voor sportstudies

 België - Universiteit Antwerpen ·
 Tsjechië - Masaryk-universiteit ·
 Denemarken - Universiteit van Aarhus ·
 Spanje - Complutense-universiteit van Madrid ·
 Finland - Universiteit van Helsinki ·
 Frankrijk - Université de Lille · Universiteit van Straatsburg ·
 Duitsland - Ruhr-universiteit van Bochum · Universiteit Leipzig ·
 Estland - Universiteit van Tartu ·
 Griekenland - Aristoteles-universiteit van Thessaloniki ·
 Hongarije - Eötvös Loránd Tudományegyetem ·
 IJsland - Háskóli Íslands ·
 Ierland - University College Cork ·
 Italië - Università di Bologna ·
 Letland - Latvijas Universitāte ·
 Litouwen - Universiteit van Vilnius ·
 Malta - Universiteit van Malta ·
 Nederland - Hogeschool voor de Kunsten Utrecht · Universiteit Utrecht ·
 Noorwegen - Universiteit van Bergen ·
 Oostenrijk - Universiteit van Graz ·
 Polen - Jagiellonische Universiteit ·
 Portugal - Universiteit van Coimbra ·
 Roemenië - Alexander Jan Cuza-universiteit van Iași ·
 Slowakije - Comeniusuniversiteit Bratislava ·
 Slovenië - Universiteit van Ljubljana ·
 Turkije - Boğaziçi Universiteit ·
 Verenigd Koninkrijk - Queens University Belfast · Universiteit van Hull ·
 Zwitserland - Universität Basel